# Ван Дань
Ван Дань (кит. 王丹; 26 февраля 1969) — лидер Китайского Демократического Движения. Был видным студенческим лидером протеста на площади Тяньаньмэнь в 1989 году. У Ван Даня докторская степень по истории Гарвардского университета. С августа 2009 года — приглашённый преподаватель истории в Национальном университете Чжэнчжи (Тайвань). Помимо исследований, Ван Дань до сих пор борется за свободу и демократию в Китае. Он путешествует по миру, чтобы найти поддержку у заграничных китайских общин и у общественности в целом. Живёт в США.

## Биография
Ван Дань родился в 1969 году. Был студентом исторического факультета Пекинского Университета. В апреле 1989 года стал одним из основателей Независимого союза студентов Пекина, принимал активное участие в протестах на площади Тяньаньмэнь. К этому времени он уже занимался политической деятельностью, организовав «Салоны Демократии» в своем университете. Во время протеста он представлял свой университет, чтобы присоединиться к профсоюзу студенческого движения. В результате событий на площади Тяньаньмэнь, он стал № 1 в списке разыскиваемых политических преступников.
Ван подался в бега, но был арестован 2 июля того же года, а в 1991 году приговорен к 4 годам лишения свободы. После досрочного освобождения в 1993 году, он продолжил свою деятельность (публикации за пределами материкового Китая) и вновь был арестован в 1995 году за подозрения в заговоре с целью свержения Коммунистической партии Китая и в 1996 году был заключен в тюрьму на 11 лет. До того, как Президент США Билл Клинтон посетил Китай в 1998, Ван был выпущен из тюрьмы по состоянию здоровья и улетел в Америку на лечение фарингита, гастроэнтерита и головных болей. В 2007 году второй срок Вана закончился и он был официально отпущен, а его родители получили официальную бумагу 2 октября 2007 года..

### В США
Ван продолжил своё образование в Гарвардском университете и в 1998 году получил магистерский диплом по истории Восточной Азии, а в 2008 году — степень доктора. В 2009 году в Оксфордском Университете он занимался исследованиями в области развития демократии на Тайване. На данный момент он является председателем «Китайской Ассоциации Конституционных Реформ». Ван появился в документальном фильме «Репрессивная акция Пекина» и в фильме «Двигая гору», снятом о протесте на площади Тяньаньмэнь. Он также появился в книге Шэнь Туна «Почти революция» в качестве приглашённого гостя. Ему был запрещён въезд в КНР, а срок его паспорта истек в 2003 году. Он попытался посетить Гонконг в 2004 году, но его не пустили. В то время, его пригласил Гонконгский Союз в Поддержку Патриотических Демократических Движений, чтобы взять интервью о политике на 15-ю годовщину репрессивных акций 4 июня.
Ван Дань является членом консультативного совета в Викиликс.
На пресс-конференции в Торонто 31 мая 2009 года Ван прокомментировал так называемое «Доктрину Пекина»: «Для развития экономики можно сделать все, даже убивать людей…(такая доктрина показывают, что) бойня на Тяньаньмэне все еще продолжается, только другими способами: в 1989 году студенты были лишены жизни, но сейчас уже мысли людей отравлены.».

### Блокировка конференции в «Зуме»
Проходившая в Соединенных Штатах, его беседа в «Зуме» (англ. Zoom), посвящённая событиям на площади Тяньаньмэнь, была прервана 3 июня 2020 года, и аккаунт в «Зуме» был заблокирован, что привело к скандалу, когда американские законодатели попросили компанию «Зум» (Zoom Video Communications) разъяснить свою политику в отношении ущемления права на свободу слова, и «Зум» извинился, объяснив, что компания была озадачена запросами Китая о блокировке, но они больше не будут повторять практику блокирования за пределами Китая.